# Abou l'Abbas Ahmed
Abou l'Abbas Ahmed, régna sur le sultanat zianide de 1432 à 1461. Il est le successeur de Abū ʿAbd Allāh Muḥammad. Il est un des fils réfugié de Abou Hammou Moussa II et prend le pouvoir à la suite d'une expédition et d'une brève occupation hafside de la ville de Tlemcen, sur fond de querelle de succession. En 1437, doit faire face à la dissidence de Abu Yahia, proclamé sultan à Oran, puis à celle de Abou Zyan Mohamed et de son fils, El Moutawwakil, proclamés sultan à Alger. Il perd définitivement le pouvoir à la faveur de la prise de Tlemcen en 1461 par El Moutawwakil qui réunifie le domaine zianide.